# 戴伯
戴伯（たいはく）は、西周の諸侯である曹の第8代の君主（在位前826年 - 前796年）。姓は姫、名は蘇、または鮮。孝伯の子として生まれた。兄の幽伯を殺害して曹国の君主となった。在位30年。恵伯の父。